# گوشو موتوهارو
گوشو موتوهارو (五所 元治؛ ۱ ژانویهٔ ۱۹۱۹ – ۲۷ اکتبر ۲۰۱۲) رزمی‌کار اهل ژاپن بود. استاد برجسته ژاپنی در هنرهای رزمی، کوریو بودو یا کوبودو بود.